# Live ’93
Live ’93 – trzeci, koncertowy album polskiego zespołu rockowego Piersi nagrany w 1993 roku w Jarocinie.

## Lista utworów
| Nr  | Tytuł utworu           | Długość |
| --- | ---------------------- | ------- |
| 1.  | „Satany”               | 3:32    |
| 2.  | „Rodzina słowem silna” | 2:04    |
| 3.  | „On nie jest cham”     | 3:06    |
| 4.  | „Silesian song”        | 3:10    |
| 5.  | „ZChN zbliża się”      | 2:06    |
| 6.  | „Idą chłopcy”          | 3:38    |
| 7.  | „Gdzie mi tam do nich” | 3:02    |
| 8.  | „Jestem ajron men”     | 1:39    |
| 9.  | „Paranoid”             | 3:49    |
| 10. | „Kujawiak”             | 2:21    |
| 11. | „Rezerwa”              | 5:21    |
| 12. | „Ułani”                | 3:50    |
| 13. | „Leżę”                 | 2:04    |
| 14. | „Siwy koniu, siwy”     | 2:08    |
| 15. | „Kujawiak (finał)”     | 3:42    |
|     |                        | 45:32   |